# История Курской области
Ку́рская о́бласть была образована 13 июня 1934 года. Современные границы региона устоялись к 1954 году. Территория, на которой расположена Курская область имеет древнюю историю.

## Каменный век
Территория современной Курской области была заселена людьми около 100 000 лет назад, в эпоху «Великих оледенений». Ледовый покров доходил до западной границы области, однако отроги Среднерусской возвышенности помешали его дальнейшему проникновению. Только во время самого мощного Днепровского оледенения (200 000—120 000 лет назад) подо льдом оказались территории современных Рыльского и Кореневского районов.
У села Зорино Обоянского района в древних наносах рек Псёл и Псёлец в карьере найдены следы кострищ (древесный уголь) древнего человека, которые можно датировать одинцовским потеплением внутри днепровского оледенения между его максимальной и московской фазами (200—150 тыс. лет назад). В 1,5 км северо-западнее села Погребки Суджанского района была найдена заготовка копьевидного ручного рубила, которую Н. Д. Праслов отнёс к рубежу ашеля и мустье (170—100 тыс. лет назад).
На территории Курской области известны стоянки первобытных людей: Авдеевская (Октябрьский район), Пенская, Быки 1 (обе в Курчатовском районе), Октябрьское 1 и 2 (Рыльский район), стоянки Курск-1, Курск-2 и Курск-3. Самой изученной является верхнепалеолитическая Авдеевская стоянка, расположенная в 28 км от Курска на берегу реки Рогозны. Это поселение существовало ок. 23 — 22 тыс. лет назад и состояло из 7 жилищ-полуземлянок, расположенных по краям жилой площадки, между которыми находилось восемь ям, предназначенных для хранения пищевых и хозяйственных припасов. На территории стоянки были обнаружены сотни кремнёвых орудий, изделия из рога, кости и камня.
Основным занятием жителей Авдеевской стоянки была охота. Добычей были мамонты, шерстистые носороги, северные олени, лошади, овцебыки, сайгаки, бурые медведи и даже пещерные львы. Также в культурном слое были найдены кости песца и волка, сохранившие свой анатомический порядок, что говорит об охоте на этих животных исключительно ради меха, использовавшегося для изготовления одежды. Также при раскопках был обнаружен обломок флейты, сделанной из лебединой кости.
Жителями Авдеевской стоянки очень ценились зубы волка, песца и бурого медведя. Их пришивали к одежде вместе с разнообразными привесками, или носили на шее в качестве ожерелий-амулетов. Также в качестве украшений носили головные обручи, вырезаемые из тонких костяных пластин. Из кости же были вырезаны и найденные в Авдеево «палеолитические Венеры». Как правило, статуэтки «Венер» сделаны по единому художественному канону — обнаженная женщина со слегка склоненной к груди головой, непропорционально тонкими, сложенными на животе руками и слегка согнутыми ногами, с гладкими, без проработки, лицами. Однако, в 1977 году была обнаружена в Авдеево была обнаружена статуэтка, имевшую ранее не встречавшиеся на Русской равнине особенности. У неё были лицо и причёска. По мнению учёных, «Венеры» использовались во время проведения религиозных церемоний.
У деревни Лещиновка нашли два местонахождения эпохи палеолита — верхнепалеолитический  скребок (Лещиновка 8) и, возможно, могильник с трупоположениями (Лещиновка 9, инвентарь не обнаружен).

## Бронзовый век
В конце 3-го тысячелетия до н. э. в здешних краях появились первые бронзовые изделия. Поскольку месторождений медной руды на территории области не было, то изделия приходилось завозить издалека — с Кавказа, Балкан. Собственно по этой причине металлические изделия стоили очень дорого и встречались крайне редко.
Люди этого периода обитали в небольших поселках, расположенных на песчаных дюнах в поймах рек, поэтому основным занятием здешних жителей стали земледелие и скотоводство, отодвинувшие на второй план охоту и собирательство.
В начале бронзового века здесь поселились племена катакомбной культуры, отличные от других своеобразием погребального обряда. Одно из таких захоронений было найдено у села Воробьевки (современный Золотухинский район) профессором Санкт-Петербургского университета Д. Я. Самоквасовым. Во второй половине 2-го тысячелетия племена катакомбной культуры были вытеснены племенами срубной культуры, которые также отличались способом захоронения (просто клали покойного на поверхность земли под курганами). Стоянок бронзового века в области имеется несколько десятков.

## Скифские времена
В IX—VIII веках до н. э. стали появляться первые железные изделия. К этому времени весь запад области был заселён землевладельцами—пахарями, которые стали воздвигать укреплённые поселения. Рвы и валы этих городищ сохранились и до наших дней.
К концу VII века до н. э. скифские племена начинают заселять территорию нынешнего Курского края. Они сумели быстро вытеснить местных жителей из этих мест, и уже в VI веке до н. э. курские земли вошли в состав «Скифской державы», в которой находились до II века до н. э.
Около села Марково Глушковского района на поселении раннего железного века Марково 3 выявлено присутствие небольшого количества специфических находок, характеризующих группу типа Харьевка (самый восточный локальный вариант зарубинецкой культуры), относящуюся к латенизированному кругу древностей (кельтская вуаль) позднеримского периода (II век до н. э. — I век н. э.).

## Заселение славянами
В III—V веках н. э. здесь поселились носители черняховской культуры (Авдеево, Воробьевка-2, Колосовка, Комаровка, Снагость, селище Марьино, могильник Дальний у д. Большой Каменец), которые отличались высоким уровнем развития. Посёлки черняховцев были большими, но неукреплёнными, поскольку оружия у них было предостаточно. Жилища были наземными, крыша делалась из соломы. В домах были печи. Посуда изготовлялась на гончарном круге, что позволяло производить более изящную кухонную утварь.
Все земли черняховцев, а также скифов и германцев, подчинялись остготскому королю Германариху, пока гунны не начали войну, которая привела к поражению готов и переходу этих территорий под контроль племенного союза гуннов.
Памятники колочинской культуры занимают западную часть территории Курской области. События военного характера, имевшие место в 630—660 годах, вызвали массовое выпадение антских кладов. Парное погребение второй половины или последней трети VII века у села Разиньково, сочетающее как аланские черты погребального обряда, так и украшения дунайской традиции, свидетельствует о притоке оседлого неславянского населения, пришедшего с юга — Северного Причерноморья, Подунавья и Северного Кавказа.
Близ села Уланок найдено два литых височных кольца пастырского типа с клювовидными отростками и браслет с подгранёными полыми расширенными концами VII века. Это самая удалённая от Пастырского городища и северная находка височных колец этого типа.
На территории Суджанского района найдено семь вещевых кладов VII века, которые входят в группу днепровских раннесредневековых кладов или «древностей антов»: новосуджанский, фанасеевский, княжьинский, куриловский, суджанский-замостянский, конопельский, уланковский. Возможно, на Нижней Судже в VII веке располагался один из центров власти днепровского союза племён.
Памятники волынцевской культуры (VIII—IX вв.) представлены на территории Курской области неукреплёнными поселениями и грунтовыми могильниками (Лебяжье 3).
В первой половине VIII века в связи с участившимися набегами кочевников сюда переселились племена северян. Они стали возводить крепости-городища, которые располагались на расстояние 5—10 км друг от друга. Образовывались линии обороны. По территории Курской области проходили три таких линии. Первая линия обороны проходила по реке Псёл (Гочевское, Горнальское, Суходольское, Обоянское). Вторая шла по реке Сейм (Липинское, Кудеярова Гора, Сугровское, Коробкинское, Артюшковское, Гора Ивана Рыльского, Синайское) и его притокам — реке Тускарь (Курское, Шуклинское, Переверзевское-2) и Рати (Ратское, Титовское). Третья линия находилась на реке Свапа (Ратманское, Старогородское, Моисеевское, Красный Курган).
Для постройки городищ выбирали места на высоких береговых мысах. Перед городищем выкапывали ров или вал. Поблизости располагались небольшие хутора. Жилища северян представляли собой полуземлянки. Умерших людей сжигали на кострах.
В 882 году, согласно Повести временных лет, великий киевский князь Олег наложил на северян дань.

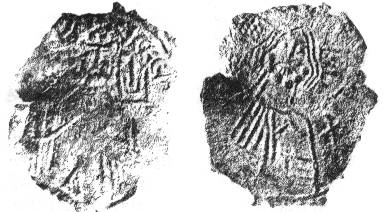
Сребреник Владимира Святославича с Бесединского городища (Ратский археологический комплекс) под Курском, X век

Своим походом он положил начало присоединению курских земель к Киевской Руси.
Воробъёвский клад арабских дирхемов, найденный школьниками около деревни 2-я Воробьёвка, датируется по младше монете 965 годом.
Роменское Большое Горнальское городище на комплексе Горналь функционировало в северянский период, но было заброшено в 70-х годах X века.
В первом горизонте Ратского археологического комплекса на высоком правом берегу реки Рать выявлены древности роменской культуры IX — конца X века. Второй горизонт соотносится с древнерусской культурой конца X — первой половиной XIII века.
Близ села Липина находится Липинский археологический комплекс (поселение (селище), городище, могильник) древнерусского времени, где впервые в условиях Южной Руси на посаде относительно небольшого города была зафиксирована усадебно-уличная застройка. Территория селища начала активно осваиваться в конце X — начале XI века.
Денежно-вещевой клад с обрезанными в круг куфическими монетами «Курский-2017-1», найденный в Курской области весной 2017 года, датируется последней четвертью X века.
Регион Посемья был покорен Русью в конце X — начале XI века, скорее всего, в 990-х годах, во время восточных походов Владимира Святославича. Все роменские городища Посемья погибли в пожарах.
Походы Ярослава Мудрого окончательно подчинили северян Руси. В 1032 году в «Житие Феодосия Печерского» впервые упоминается Курск, в 1096 году — Римов, в 1152 году — Рыльск.

## ЭпохаКиевской Руси
По завещанию великого киевского князя Ярослава Мудрого курские земли были включены в состав Переяславского княжества. Но вскоре после его смерти на Посеймье начинают претендовать черниговские князья. Распря длилась около ста лет и закончилась в 1161 году вхождением Посеймья в состав Черниговского княжества.

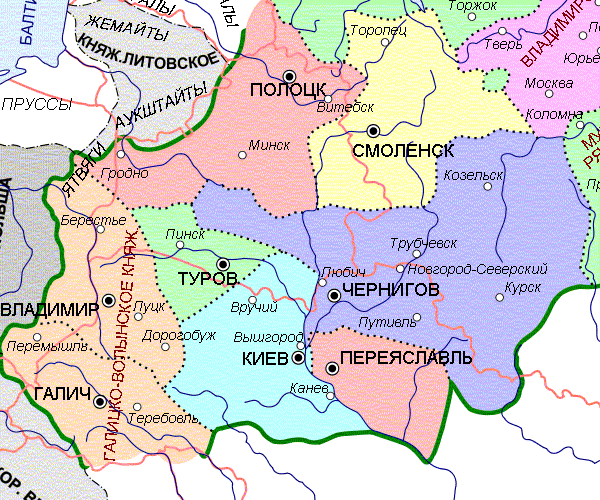
Курск в составе Черниговского княжества в начале XIII века

Одной из причин, заставлявших южнорусских князей оспаривать друг у друга курские земли, был проходящий через них в XI — XIII веках торговый путь из Киева в Волжскую Булгарию, по которому поступали товары из Византии, Ближнего Востока и Средней Азии. На территории объекта археологического наследия «Курск. Детинец» при реставрации Воскресенской церкви на улице Луначарского, 4/1 археологи обнаружили некрополь, оружие, монеты, украшения, а также 40 свинцовых пломб дрогичинского типа XII века. Первое место по числу обнаруженных товарных пломб занимает Дрохичин (Семятыченский повят, Польша) — несколько тысяч (по разным сведениям от не менее 8,5 до не более 15 тысяч), второе место занимает Великий Новгород (более 400 пломб), третье — Ратминское поселение в Дубне (около 50 пломб). В Рязани таких пломб найдено не многим более 30, в Пскове — чуть более 20, в Белоозере — 19. Высказаны предположения о принадлежности части из найденных в Курске пломб сыну Великого князя Киевского Мстислава Владимировича Изяславу Мстиславичу и сыну Великого князя Киевского Юрия Долгорукого Ивану Юрьевичу. Распространение в столь массовом количестве на данном участке свидетельствует о нахождении здесь военно-административного центра.

## Под властью Золотой Орды и Великого Княжества Литовского
Курский край был разорён и покорён монголо-татарами во время их походов на Южную Русь в 1239—1241 гг. В конце 1240 — начале 1241 годов ими был убит рыльский князь Мстислав Святославич. Мощное Курское княжение, претендовавшее на гегемонию в регионе, прекратило своё существование, его древние города утратили былое влияние, некоторые из поселений исчезли с лица земли. Сам Курск, лишившись князя, превратился в резиденцию монгольского баскака, центр Курской тьмы.
В 80-е годы XIII века Курской тьмой управлял баскак Ахмат, собиравший дань для могущественного ордынского темника Ногая. В летописях сохранилась история борьбы его с рыльским князем Олегом и липовечским князем Святославом. В ходе борьбы князья заручились поддержкой Телебуги — хана Золотой Орды и разорили владения баскака. Но в январе 1290 года Ахмат навёл на Курский край орду Ногая и учинил кровавую расправу. Были жестоко казнены 13 знатнейших бояр. Олег и Святослав поссорились между собой и вскоре погибли.
Курский край находился под монгольским игом более ста лет. В первой половине — 60-х годах XIV века на месте славяно-русского поселения на реке Рать находился крупный укреплённый ордынский центр, который, видимо, был административным центром известной по письменным источникам «Курской тьмы».
В 60-е годы XIV века Курский край был отвоёван литовским князем Ольгердом. После этого на протяжении почти полутораста лет Курск и все Северские земли входили в состав Великого Княжества Литовского. Куряне пополняли дружины литовских князей. 12 августа 1399 года рыльская дружина в составе войска князя Витовта участвовала в Битве на Ворскле. Рыльский князь Фёдор Патрикеевич погиб в этой неудачной для Литвы битве.
Вежду 1428 и 1438 годами выходцами из Золотой Орды, во главе с Яголдаем была основана Яголдаева Тьма, просуществовавшая на правах вассального владения литовских князей до начала XVI века.
К концу XV века на курской земле усилилось внедрение католицизма, что вызвало огромное недовольство со стороны православного населения. Вследствие этого, новгород-северский князь Василий Иванович Шемякин вместе со своим уделом перешёл в подданство Московского князя Ивана III, что спровоцировало войну между Литвой и Московским княжеством. Только в 1523 году территория Курской области была окончательно подчинена Москве.

## В составе Московского княжества и царства
Активное заселение территории Курской области началось в конце XVI века. Новые города и сёла заселялись прежде всего путём принудительной отправки туда жителей внутренних уездов Московского княжества (до 1547 года) и царства (до 1721). Были также вольные переселенцы, искавшие свободной жизни. Ещё одну категорию нового населения края составили ссыльные. В 1582 году был издан указ, согласно которому «тех, кто в суде лжёт и составит ябеду», следовало бить кнутом, а потом «написать в казаки в украйные города Севск и Курск». Из-за различных потоков колонизаторов вплоть до начала XX века этнографы выделяли различающиеся по диалекту, одежде и обрядам группы крестьянского населения: так называемых саянов, цуканов, горюнов.
В 1594 году воеводой Иваном Полевым и головой Нелюбом Огаревым в Курске была заложена новая крепость, строительство которой окончилось в 1597 году. С этого момента город становится одним из центров Московского царства. Курск имел многочисленные торговые связи со многими городами — Орлом, Тулой, Калугой и прочими. Гарнизон крепости состоял из дворян, казаков, пушкарей, стрельцов. Первым воеводой был князь Семён Семёнович Гагарин.
Во время великого голода (1601—1603) в курские земли хлынул поток беглых крестьян. Этих крестьян государство привлекали на военную службу. Но кроме своей основной обязанности они должны были возводить оборонительные сооружения и вспахивать по 600 десятин каждый. Всё это не позволяло полноценно заниматься собственным хозяйством.
Нищее население этих земель не могло выдержать всевозможных налогов и поэтому, когда Лжедмитрий I пообещал крестьянам всякие поощрения, города Курского края поддержали его. Первым на сторону самозванца перешёл Путивль, затем Рыльск, Курск, Белгород. Когда Лжедмитрий I потерпел поражение при селе Добрыничи, царские войска под командованием Фёдора Мстиславского две недели безуспешно осаждали Рыльск. Курский край являлся местом огромного скопления беглых и именно здесь в 1606 году зародилось восстания под предводительством И. И. Болотникова.
В первой половине XVII века повсеместно обостряется классовая борьба. В народных массах зрел протест против существующих порядков. Он проявлялся в самых различных формах: от ухода на Дон до народных восстаний. Одним из наиболее крупных восстаний в Курском крае произошло в 1648 году.
В 1-й половине XVII века на территории современной Курской области было сформировано несколько уездов: Курский, Рыльский, Обоянский, Севский, Суджанский.
До начала XVIII века Курские земли считались приграничными, так как были подвержены нападениям ногайцев и крымских татар. Последнее крупное нашествие татар на Курские земли произошло в 1664 году: были разорены Курский, Рыльский, Севский и другие южные уезды. Крымцы увели в плен более 6 тысяч человек.

## Период Российской империи
В годы правления Петра I (1682—1725) границы Московского царства, а с 1721 года - Российской империи государства отодвинулись на юг и запад, и Курский край утратил значение укреплённой пограничной территории. Рост крупного землевладения, начавшийся ещё в последней четверти XVII века, усилился. При Петре I здесь получили большие поместья такие сановники, как Юсуповы, Головины, Апраксины. Меньшикову достались бывшие земли Мазепы (Ивановское, Степановка, Мазеповка). Рост крупного землевладения сопровождался усилением эксплуатации крестьян.
Экономическая политика Петра I была направлена на развитие промышленности. К первой четверти XVIII века относится основание старейшего промышленного предприятия Курской губернии — Глушковской суконной мануфактуры.
В 1708 году Московское царство было поделено на 8 губерний. Территория современной Курской области вошла в состав Киевской губернии. В 1719 году она была разделена на 4 провинции: Киевскую, Белгородскую, Севскую и Орловскую. Территория Курской области была поделена между Белгородской и Севской провинциями.

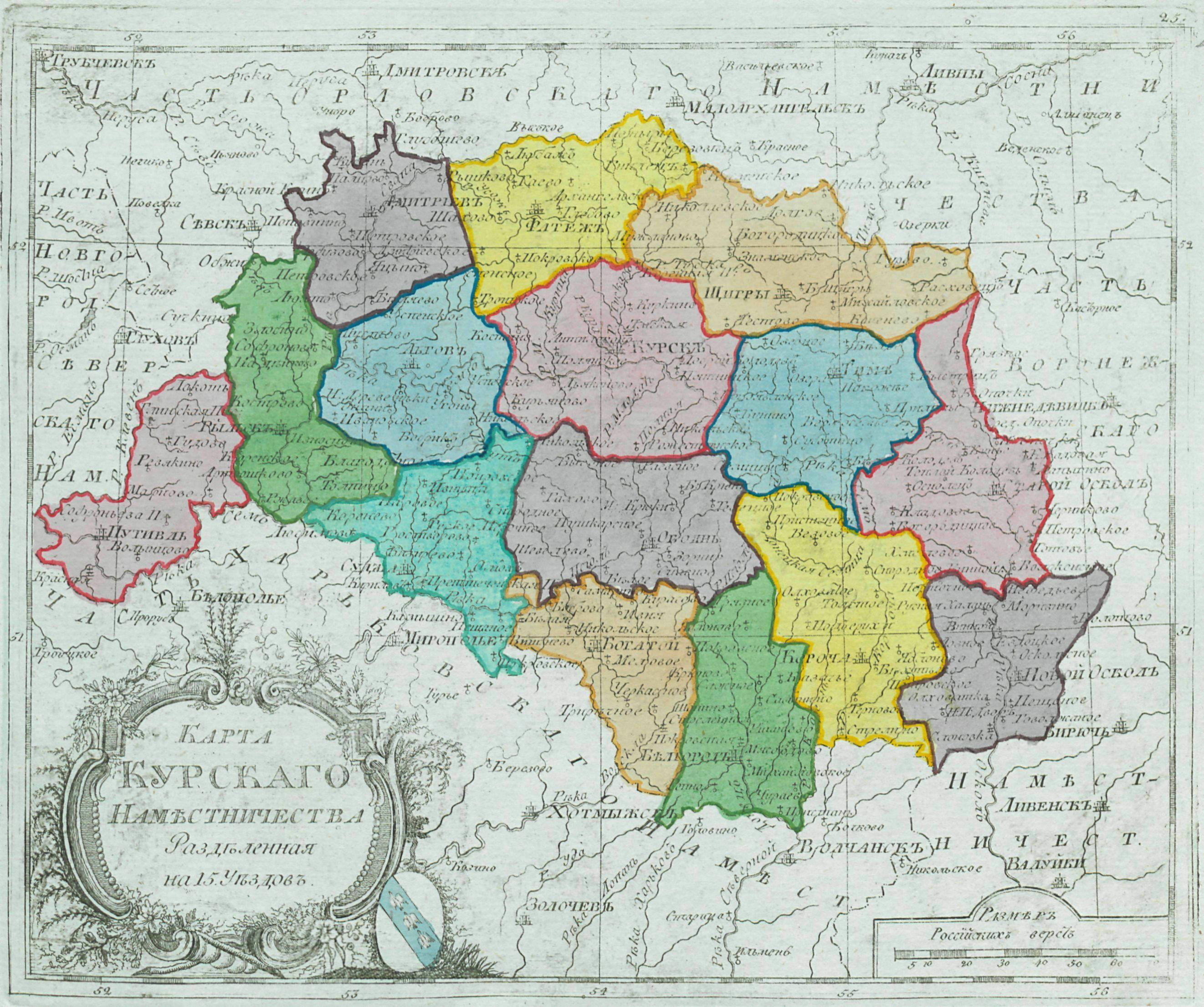
Карта Курского наместничества (1792 год)

В 1779 году было образовано Курское наместничество, территория которого была разделена на 15 уездов (окру́г). Для управления уездами, в дополнение к существующим городам, были образованы новые: Богатый, Дмитриев, Льгов, Тим, Фатеж и Щигры. В 1780 году Екатерина II утвердила 12 гербов городов Курского наместничества. Белгород, Путивль и Рыльск имели собственные старые гербы и в данный приказ не вошли. Наместничество просуществовало без значительных территориальных и административных изменений до 1796 года.
В 1796 году по указу Павла I Курское наместничество было преобразовано в Курскую губернию, которая просуществовала до 1928 года. В 1797 году были упразднены Богатенский, Дмитриевский, Льговский, Новооскольский и Тимский уезды, общее число уездов сократилось до 10.
В 1802 году большинство уездов, существовавших до 1797 года были восстановлены. Вместо Богатенского был воссоздан Хотмыжский уезд. В 1838 году Хотмыжский уезд был переименован в Грайворонский, уездный центр был перенесён в Грайворон.
11 уездов Курской губернии были в числе регионов, получавших продовольственную помощь во время голода 1891—1892 годов.

## Гражданская война и первые годы Советской власти (1917—1934)

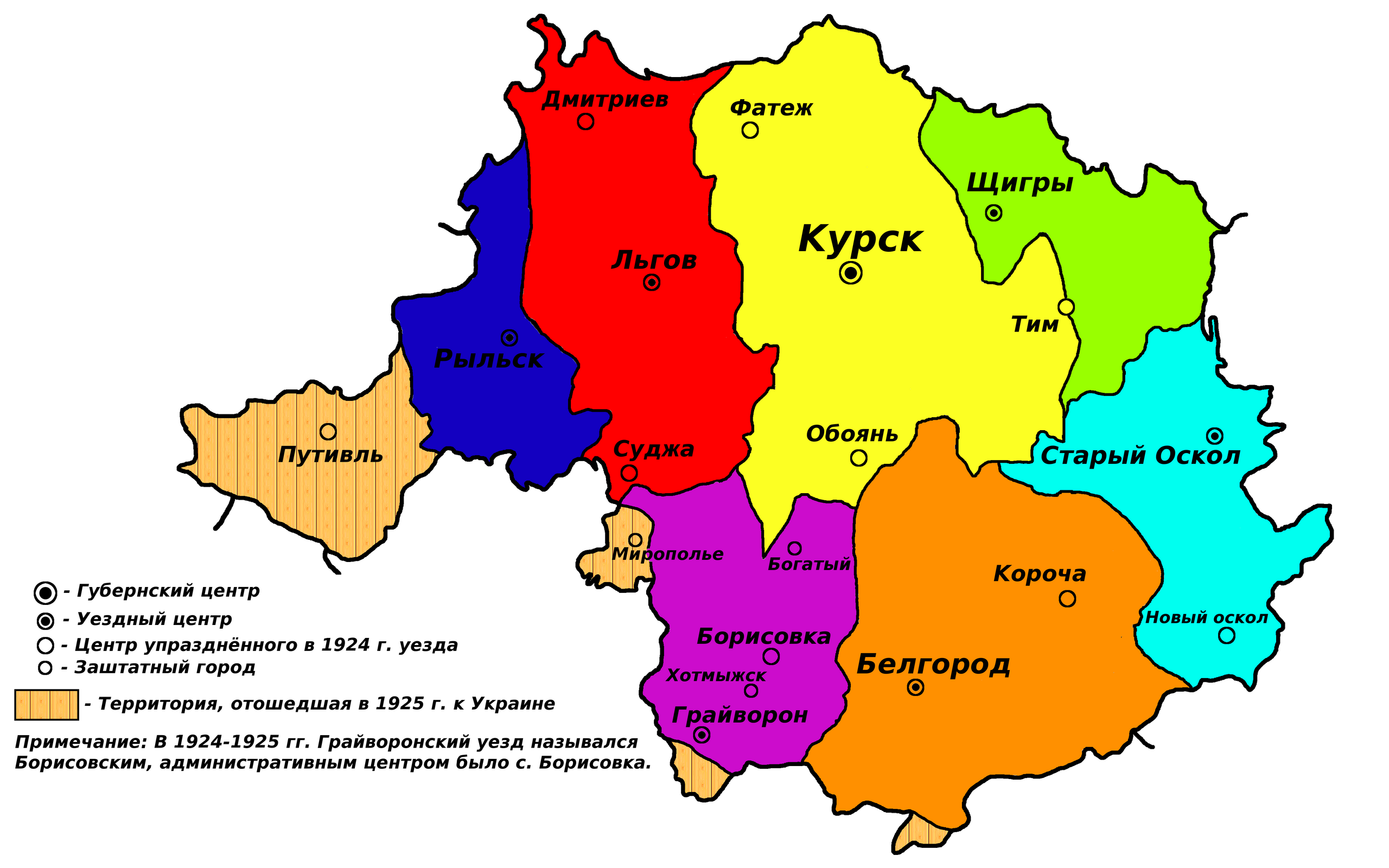
Курская губерния в 1924—1928 годах

Центрально-Чернозёмная область в 1930 году

После Октябрьского переворота большевиков, в ноябре 1917 — январе 1918 года, советская власть была установлена во всех уездах Курской губернии. Весной 1918 года южная и западная часть губернии были оккупированы немецкими войсками и до конца 1918 года входили в состав Украинской державы, которая до ноябрьской революции в Германии имела вооруженную поддержку Германии и Австро-Венгрии. Нейтральная зона проходила через Рыльск, Коренево и Суджу.
В 1919 году Курская губерния стала ареной боев между Вооружёнными силами Юга России под командованием Деникина и частями Красной Армии. К концу сентября 1919 вся территория Курской губернии контролировалась войсками Деникина, однако уже в начале декабря 1919 года войска белых были отброшены к Харькову. После этого активных боевых действий на территории губернии не велось.
12 мая 1924 года произошло укрупнение уездов и волостей. Были упразднены Дмитриевский, Корочанский, Новооскольский, Обоянский, Путивльский, Суджанский, Тимский и Фатежский уезды, вместо Грайворонского создан Борисовский уезд. 1 июня 1925 года Борисовский уезд был снова переименован в Грайворонский.
16 октября 1925 года от Курской губернии отошли к УССР: а) территория бывшего Путивльского уезда (без Крупецкой волости); б) Креничанская волость Грайворонского уезда; в) 2 неполные волости Грайворонского и Белгородского уездов.
16 июля 1928 года губернии и уезды были упразднены. Состоялся переход на областное, окружное и районное административное деление. На территории бывших Воронежской, Курской, Орловской и Тамбовской губерний была создана Центрально-Чернозёмная область. На территории бывшей Курской губернии образованы 3 округа: Курский (14 районов, 527 сельсоветов), Белгородский (14 районов, 482 сельсовета) и Льговский (11 районов, 384 сельсовета). Восточная часть губернии вошла в Воронежский и Острогожский округа.
В 1929 году был создан Старооскольский округ из 13 районов, отошедших из Воронежского (8 районов), Острогожского (3 района), Курского (1 район) и Белгородского (1 район) округов. В 1930 году было принято постановление о ликвидации округов. Районы стали непосредственно подчиняться областному центру.
В 1929—1931 годах в Центрально-Чернозёмной области была проведена коллективизация крестьянских хозяйств, которая привела к массовому голоду в 1932—1933 годах.

## Курская область (1934—)

Памятник 8180 щигровцам, не вернувшимся с войны, павшим в боях за Родину (открыт в честь 55-летия победы на Курской дуге)

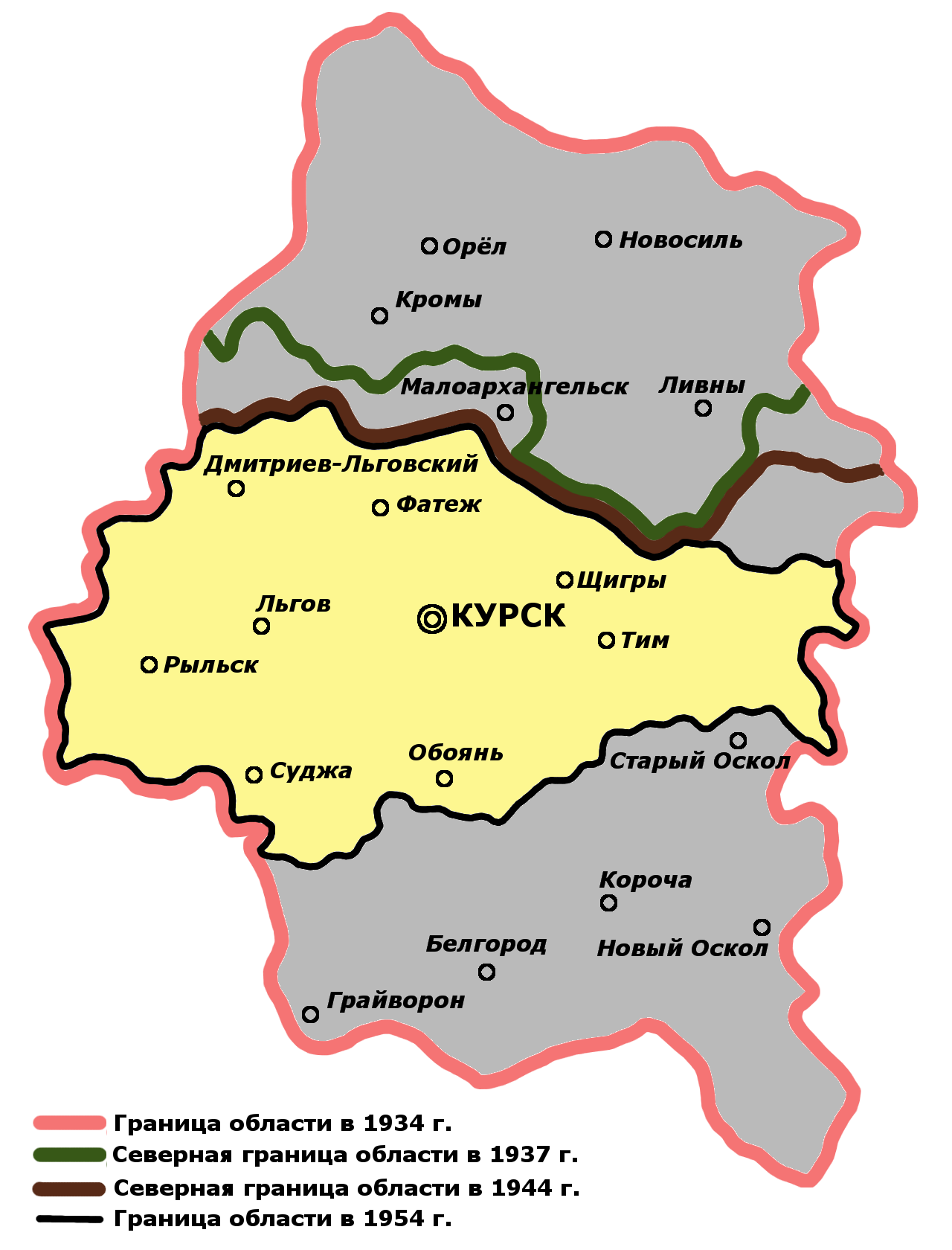
Изменение границ Курской области в 1934—1954 годах

13 июня 1934 года Центрально-Чернозёмная область была разделена на 2 региона: Воронежскую область и Курскую область. 18 января 1935 года была утверждена новая сеть районов Курской области. В состав региона в то время входили 92 района и 21 город, из них 3 города областного подчинения: Курск, Орёл и Белгород. 17 сентября 1937 года 25 северных районов Курской области были выделены в Орловскую область.
Во время Великой Отечественной войны Курская область была оккупирована немецко-фашистскими войсками и частями союзников гитлеровской Германии (венгерскими, румынскими) в период со 2 октября 1941 года по 2 сентября 1943 года. Всего за годы оккупации на территории области фашистские захватчики и их сообщники убили 18099 мирных граждан и 9826 военнопленных.
Причинённый войной материальный ущерб был чудовищным. Фронт по территории Курской области в 1941—1943 годах проходил несколько раз, летом 1943 года на её территории происходила Курская битва, эти боевые действия повлекли массовые разрушения и огромный материальный ущерб. Не меньший ущерб принесла и немецкая оккупация с её политикой целенаправленного грабежа и «тактикой выжженной земли» при отступлении. Полностью были уничтожены 3 000 промышленных предприятий, все остальные значительно повреждены и требовали капитального ремонта. В сельском хозяйстве в освобождённых районах не осталось ни одного трактора, а на колхоз приходилось в среднем по 4 лошади. На железнодорожном транспорте все производственные сооружения были уничтожены поголовно, а железнодорожные пути — более чем наполовину. До 500 000 жителей области после её освобождения не имели крыши над головой. На восстановление причинённых войной разрушений ушло несколько лет.
13 июля 1944 года из Курской области в Орловскую область было передано 5 районов: Глазуновский, Дмитровский, Малоархангельский, Поныровский и Троснянский. 9 октября 1944 года Поныровский район был возвращён в состав Курской области. 
6 января 1954 года в связи с образованием Белгородской и Липецкой областей из состава Курской области было передано: первой — 23 района, второй — 3 района. В составе Курской области осталось 36 районов. На 1 января 1960 года Курская область имела 33 района.
1 января 1964 года административные сельские районы были укрупнены: вместо 33 их стало 12. 3 марта 1964 года число районов было увеличено до 14. 12 января 1965 года в составе Курской области стало 19 районов.
30 декабря 1966 года было образовано 3 новых района: Кореневский, Хомутовский и Черемисиновский. Общее число районов стало 22.

### После 24 февраля 2022 года
12 марта 2024 года прошёл рейд на территорию региона и соседней Белгородской области.
6 августа того же года вследствие перехода российско-украинской границы сухопутными войсками Украины и захода на территорию региона вблизи города Суджа начались бои за область.